# Shaman (album)
Shaman è un album dei Santana pubblicato nel 2002. È l'album in studio successivo a Supernatural (1999).
Il primo singolo estratto fu The Game of Love, featuring Michelle Branch.
Why Don't You & I, con Chad Kroeger dei Nickelback, è stato anch'esso pubblicato come singolo nel 2003.
A differenza dei precedenti album, che vantavano la collaborazione di musicisti rock come Eric Clapton e Dave Matthews, questo album ha il contributo di diversi artisti Rap e Hip Hop.
L'album ha raggiunto la prima posizione nelle classifiche Billboard 200, Swiss Music Charts per 2 settimane rimanendo in classifica 24 settimane ed in Italia, la seconda nella Syndicat national de l'édition phonographique, Media Control Charts rimanendo in classifica 20 settimane, IFPI Greece ed in Polonia, la terza nella MegaCharts rimanendo in classifica 33 settimane, la quarta in Austria e Danimarca, la sesta in Norvegia, la settima in Finlandia, l'ottava in Nuova Zelanda rimanendo in classifica 23 settimane e l'undicesima in Australia rimanendo in classifica 36 settimane.

## Tracce
1. Adouma - 4:15
2. Nothing at All (featuring Musiq) - 4:28
3. The Game of Love (featuring Michelle Branch)- 4:15
4. You Are My Kind (featuring Seal) - 4:19
5. Amoré (Sexo) (featuring Macy Gray) - 3:51
6. Foo Foo - 6:28
7. Victory Is Won - 5:20
8. America (featuring P.O.D.) - 4:35
9. Sideways (featuring Citizen Cope) - 4:41
10. Why Don't You & I (featuring Chad Kroeger) - 4:34
11. Feels Like Fire (featuring Dido) - 4:39
12. Let Me Love You Tonight
13. Aye Aye Aye - 4:45
14. Hoy Es Adios (featuring Alejandro Lerner) - 4:37
15. One of These Days (featuring Ozomatli) - 5:51
16. Novus (featuring Plácido Domingo) - 4:10

## Formazione
- Carlos Santana - chitarre, voce, tastiere, timbales, bastone della pioggia
- John Ginty – tastiere, organo
- Michael Shrieve – batteria
- Karl Perazzo – percussioni, conga
- Pauline Taylor – voce secondaria
- Arturo Velasco - trombone
- Andy Vargas - voce secondaria, percussioni